# Bokantennmal
Bokantennmal (Nematopogon adansoniellus) är en fjärilsart som först beskrevs av De Villers 1789.  Bokantennmal ingår i släktet Nematopogon, och familjen antennmalar. Enligt den svenska rödlistan är arten sårbar i Sverige. Arten förekommer i Götaland. Artens livsmiljö är skogslandskap.